# ستراهينيا ميليتش
ستراهينيا ميليتش (بالصربية: Страхиња Милић)‏ مواليد 22 ديسمبر 1990 في بريشتينا، جمهورية يوغوسلافيا الاشتراكية الاتحادية، هو لاعب كرة يد صربي يلعب كحارس مرمى. مثل منتخب صربيا لكرة اليد.

## سجل المنافسة
شارك في البطولات التالية:
- بطولة أوروبا لكرة اليد للرجال 2014

## روابط خارجية
- ستراهينيا ميليتش على موقع الاتحاد الأوروبي لكرة اليد (الإنجليزية)
- ستراهينيا ميليتش على موقع اللجنة الأولمبية الصربية (الصربية)